# Saxifraga andersonii
Saxifraga andersonii är en stenbräckeväxtart som beskrevs av Adolf Engler. Saxifraga andersonii ingår i Bräckesläktet som ingår i familjen stenbräckeväxter. Inga underarter finns listade i Catalogue of Life.

## Bildgalleri

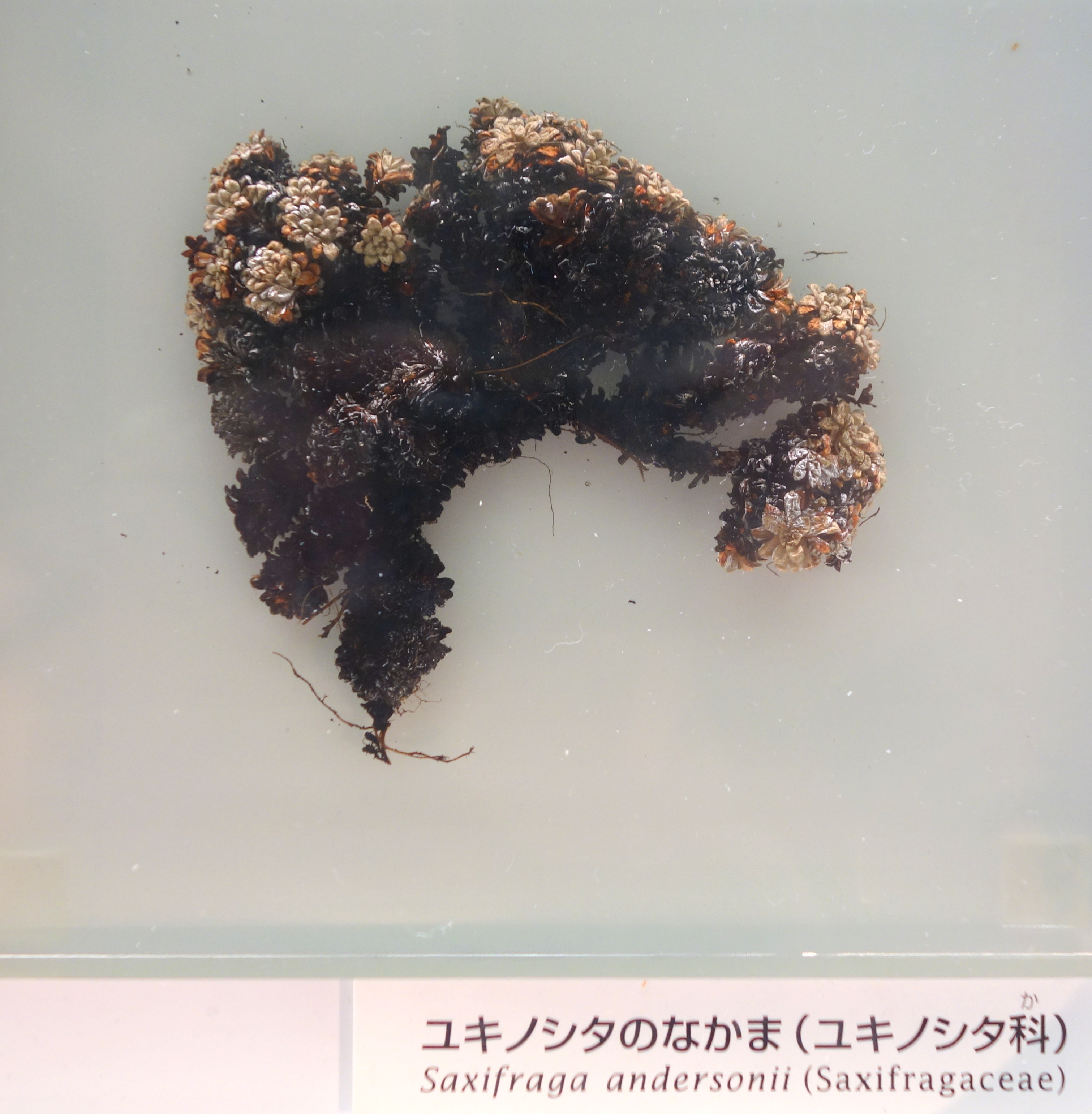